# Maoricicada phaeoptera
Maoricicada phaeoptera är en insektsart som beskrevs av John S. Dugdale och Fleming 1978. Maoricicada phaeoptera ingår i släktet Maoricicada och familjen cikador. Inga underarter finns listade i Catalogue of Life.